# Selvstændighedspartiet (1907-27)
Selvstændighedspartiet (islandsk: Sjálfstæðisflokkurinn) var et liberalt og separatisk islandsk politisk parti, der eksisterede mellem 1907/08 og 1927. Sammen med Hjemmestyrepartiet dominerede det islandsk politik frem til midten af 1920'erne.
Partiet blev etableret i 1907/08 som en sammenslutning af Þjóðræðisflokkurinn og Landeværnspartiet., og formelt stfitet i juli 1909.
Det er en af forløberne til det nuværende Selvstændighedsparti, der blev dannet i 1929.

## Grundlæggelse
Den 29. juni 1907 afholdt Þjóðræðisflokkurinn og Landeværnspartiet et massemøde på Thingvellir-sletten med 7.000 fremmødte (Island havde ca. 85.000 indbyggere på det tidspunkt). Her protesterede man mod udsigten til et kompromis med Danmark i forfatningssagen og Þjóðræðisflokkurinn erklærede, at de fra nu af var "selvstændighedens parti". Landeværnspartiets enlige altingsmedlem Sigurður Jensson gik efterfølgende med til Þjóðræðisflokkurinns gruppemøder uden formelt at tilslutte sig partiet. Ved altingsvalget 1908 indgik de to partier et valgforbund, der stillede op under navnet Selvstændighedspartiet. Landeværnspartiet fik den ene af dets to ledere, latinskolelæreren Bjarni Jónsson, valgt, og da Altinget samledes næste gang i juli 1909 stiftede han og Þjóðræðisflokkurinns tingmænd formelt Selvstændighedspartiet.